# Nájera
Nájera tỉnh và cộng đồng tự trị La Rioja, phía bắc Tây Ban Nha. Đô thị này có diện tích là 37,44 ki-lô-mét vuông, dân số năm 2009 là 8474 người với mật độ 226,34 người/km². Đô thị này có cự ly 25 km so với Logroño.